# Åby (Östergötland)
Åby is een plaats in de gemeente Norrköping in het landschap Östergötland en de provincie Östergötlands län in Zweden. De plaats heeft 4805 inwoners (2005) en een oppervlakte van 311 hectare.

## Verkeer en vervoer
Bij de plaats lopen de E4 en Riksväg 55/Riksväg 56.
De plaats heeft een station aan de spoorlijnen Katrineholm - Malmö, Katrineholm - Nässjö en Järna - Åby.